# 氷見カントリークラブ
氷見カントリークラブ（ひみカントリークラブ）は、富山県氷見市に所在するゴルフ場。

## コース情報
1992年8月1日開場。前18ホール、パー72、6,621ヤードで、全てのホールから富山湾および海越しの北アルプスを眺望出来る。氷見カントリークラブレストランも併設されている。

## 備考
2022年5月10日には、氷見市内にある民宿とタイアップした平日限定のゴルフパック『ひみへGO!GO!ゴルフパック』の販売を開始した。
2024年1月1日に発生した能登半島地震の影響により、排水管の激しい損傷が発生し、断水が約2か月半続いた。また、亀裂による段差などが残るコースは、被害箇所を避けるカート道を仮設し、同年3月23日に全18ホールでラウンドが可能になった。

## アクセス
- 車の場合
能越自動車道 氷見北ICが最寄ICとなる[1]。
- 鉄道の場合
氷見線 氷見駅よりタクシーで約25分[1]